# Aglaia puberulanthera
Aglaia puberulanthera là một loài thực vật]] thuộc họ Meliaceae. Loài này có ở Indonesia và Papua New Guinea. 
it also has green flowers and red fingers